# Jardin botanique de Santa Cruz de la Sierra
Le jardin Botanique de Santa Cruz de la Sierra est un jardin botanique  de 186 hectares situé dans la ville de Santa Cruz de la Sierra en Bolivie. Ce jardin est membre de l’association des jardins botaniques d'amérique latine et des caraïbes (Asociación de Jardines Botánicos de Latinoamérica y del Caribe, ALCJB ) et travaille également pour l'Agenda Internacional para la Conservación en los Jardines Botánicos (es). Son code international en tant qu'institution botanique est SCRUZ.

## Situation géographique
Ce jardin se trouve du kilomètre 8 au kilomètre 12 de la route de Cotoca à l'Est de la ville de Santa Cruz de la Sierra à une latitude de 375 m.

## Histoire
Le jardin est créé en 1984 avec pour but la conservation des plantes des écosystèmes aquatiques boliviens et des plantes de la région de Santa Cruz de la Sierra.

## Collections
La flore native du département se trouvent dans deux sections divisées par le Riachuelo Guapilo (du bassin du  Río Piraí).
- Forêt subtropicale, avec une végétation de la forêt secondaire représentant les espèces d'arbres de la région, arbres hauts ou de taille moyenne, par exemple Gallesia integrifolia, Anadenanthera colubrina, Astronium balansae ou Enterolobium contortisiliquum.
- Forêt chaqueño, avec des prairies et des arbres plus petits, inondées selon la saison. La végétation est composée d'arbres épineux et de cactaceae.
- Forêt de transition, forêt basse et clairsemée représentant les forêts du Chaco et les forêts subtropicales.
- Lac où se trouvent les plantes aquatiques, les oiseaux aquatiques et les oiseaux migrateurs.

Il y a environ 6 km de chemins d'exploration.